# Sargocentron spiniferum
Sargocentron spiniferum là một loài cá biển thuộc chi Sargocentron trong họ Cá sơn đá. Loài này được mô tả lần đầu tiên vào năm 1775.

## Từ nguyên
Từ định danh spiniferum được ghép bởi hai âm tiết trong tiếng Latinh: spinus ("gai, ngạnh") và ferum (bắt nguồn từ fero, "người mang theo"), hàm ý đề cập đến ngạnh rất dài ở xương trước nắp mang của loài cá này.

## Phân bố và môi trường sống
S. spiniferum có phân bố rộng khắp vùng Ấn Độ Dương - Thái Bình Dương, từ Biển Đỏ dọc theo Đông Phi, trải dài về phía đông đến quần đảo Hawaii và đảo Ducie (quần đảo Pitcairn), ngược lên phía bắc đến Nam Nhật Bản (gồm cả quần đảo Ogasawara), giới hạn phía nam đến Nam Phi, Úc và đảo Rapa Iti. Loài này cũng được ghi nhận tại vùng biển Việt Nam, như đảo Lý Sơn, bao gồm quần đảo Hoàng Sa và quần đảo Trường Sa.
S. spiniferum sống đơn độc trên rạn san hô, từ đầm phá đến các rạn xa bờ, độ sâu đến ít nhất là 122 m.

## Mô tả
Chiều dài cơ thể lớn nhất được ghi nhận ở S. spiniferum là 53,3 cm, và cũng là loài cá sơn đá lớn nhất họ. Chiều dài trung bình thường bắt gặp là 35 cm.
Cá có màu đỏ, lưng sẫm hơn bụng; vảy cá viền trắng bạc. Một đốm lớn, đỏ thẫm ngay sau mắt, bao quanh bởi vệt sọc trắng. Gốc vây ngực cũng màu đỏ thẫm. Gai vây lưng màu đỏ thẫm. Các vây đều có màu vàng.
Số gai ở vây lưng: 11; Số tia vây ở vây lưng: 14–16; Số gai ở vây hậu môn: 4; Số tia vây ở vây hậu môn: 9–10; Số tia vây ở vây ngực: 14–16; Số vảy đường bên: 41–46.

## Sinh thái
Như những loài cá sơn đá khác, S. spiniferum thường ẩn mình dưới các gờ đá vào ban ngày và kiếm ăn ngay khi trời chập tối. Thức ăn của chúng chủ yếu là động vật giáp xác, đặc biệt là cua, nhưng đôi khi cũng ăn cả cá nhỏ.
S. spiniferum có thể sống được đến ít nhất là 7 năm, được ghi nhận ở vùng Biển Đỏ của Ai Cập. Như một số loài cá sơn đá khác, S. spiniferum được ghi nhận là có thể tạo ra âm thanh.
Qua giải mã trình tự gen 12S rRNA, S. spiniferum được xếp vào nhóm chị em với Sargocentron caudimaculatum.

## Giá trị
S. spiniferum được nhắm mục tiêu trong nghề đánh bắt thủ công. Tuy nhiên, loài này có thể mang độc tố gây ngộ độc ciguatera.
Trong năm 2014, khoảng 200 tấn sản lượng S. spiniferum được khai thác trên toàn cầu, riêng nửa phía bắc Biển Đỏ chiếm 55 tấn, nên khu vực này được xác định là ngư trường lớn nhất của loài này.